# Lama dei Peligni
Lama dei Peligni är en ort och kommun i provinsen Chieti i regionen Abruzzo i Italien. Kommunen hade 1 179 invånare (2018).